# فرینیانو
فرینیانو (به ایتالیایی: Frignano) یک کومونه در ایتالیا است که در استان کسرتا واقع شده‌است.

## خصوصیات
فرینیانو ۹٫۹ کیلومترمربع مساحت و ۸٬۵۷۰ نفر جمعیت دارد.